# Hwa-byung
Hwa-byung of hwabyung is een cultuurgebonden syndroom dat voorkomt in Korea en bij Koreaanse emigranten. Het syndroom wordt het meest gerapporteerd bij oudere vrouwen. De vertaling van de aandoening luidt vuurziekte of woedeziekte.
Er zijn zowel lichamelijk als psychische symptomen. Fysiek kan er sprake zijn van slapeloosheid, vermoeidheid, paniekaanvallen, anorexia, hartkloppingen, gegeneraliseerde pijn en een zwaar gevoel in de buik. Geestelijk heeft de persoon klachten over angst voor de dood, rusteloosheid, destructieve impulsen en depressieve verschijnselen.
Naar men aanneemt is de oorzaak gelegen in het culturele gegeven dat het in de Koreaanse cultuur (en met name voor vrouwen) ongewenst is om uiting te geven aan sterke emoties. Hwa-byung zou dan ontstaan door opgekropte woede, die wordt geïnternaliseerd en geen gezonde 'uitlaatklep' meer heeft. De woede ontstaat voornamelijk door frustratie over het rollenpatroon of onbevredigende relaties.